# Рауль I де Вермандуа
Рауль (Рудольф) I по прозванию Храбрый и Одноглазый (фр. Raoul I de Vermandois, Raoul I le Vaillant или Raoul I le Borgne, ок. 1094 — 14 октября 1152) — граф Вермандуа и Валуа с 1102 года, внук французского короля Генриха I  и Анны Ярославны.

## Биография
Рауль был сыном одного из предводителей Первого крестового похода, сына французского короля Генриха I Гуго и Адельгейды, наследницы графств Вермандуа и Валуа. В 1120 году он женился на Элеоноре Блуаской, дочери графа Стефана II и его супруги Аделы. Сын Рауля и Элеоноры — граф Вермандуа и Валуа Гуго II, более известный как святой Феликс де Валуа.
Во внутрифранцузской политической борьбе Рауль де Вермандуа поддерживал королей Людовика VI и Людовика VII в их борьбе против мятежных вассалов. При осаде и взятии замка Ливри в 1129 году он потерял глаз. В 1130 году, при осаде Куси Рауль убил Томаса де Марля, сеньора Куси. В 1131 году король Людовик VII назначил Рауля де Вермандуа сенешалем Франции, так как после опалы, которой в 1127 году подверглась фамилия Гарланд, эта должность никем занята не была. Король также предложил Раулю вступить в брак с сестрой своей супруги, Алиеноры Аквитанской, Петрониллой (ок. 1125—1153). Для этого сенешаль развёлся в 1142 году со своей женой Элеонорой, что вызвало войну с её братом, графом Тибо II, которую, впрочем, последний проиграл. По просьбе Тибо папа Иннокентий II прислал во Францию легата Ива Сен-Викторского, который отлучил Рауля от церкви.
Этот брак принёс трех детей — дочь Елизавету (1143—1182, с 1167 года — графиня Вермандуа и Валуа, с 1159 года замужем за Филиппом I Фландрским, регентом Франции), сына Рауля II (ум. 1167, графа Вермандуа и Валуа) и  дочь Элеонору (1148/49—1213, графиня Вермандуа, Валуа и Сен-Кантен), которая известна тем, что была замужем 5 раз (что для Средневековья было явлением довольно необычным).
После того, как Людовик VII в 1147 году выступил во Второй крестовый поход Рауль Вермандуа вместе с аббатом Сугерием стал — на время отсутствия короля — регентами Франции. После возвращения Людовик развёлся со своей супругой Алиенорой и изгнал её, а также её сестру Петрониллу, жену Рауля. В 1152 году Рауль женился в третий раз, на Лоретте Фландрской, дочери Дитриха Эльзасского, графа Фландрии.

## Семья
1-я жена с ок. 1120 (аннулирован в 1142) Элеонора де Блуа:
- Гуго II (1127—1212), граф де Вермандуа и де Валуа в 1152—1160 годах, в 1160 году стал монахом.

2-я жена с 1142 (аннулирован в 1151) Петронила Аквитанская (ок. 1125—1153):
- Елизавета (1143 — 28 марта 1183), графиня Вермандуа и Валуа с 1167 года
- Рауль II (1145 — 17 июня 1167), граф де Вермандуа и де Валуа в 1160—1167 годах
- Элеонора (ок. 1148/1149 — 19/21 июня 1213), графиня Вермандуа и Валуа с 1185 года

3-я жена с 1152 Лоретта Лотарингская (ок. 1120—1170).